# Kopajhorod
Kopajhorod (ukr. Копайгород, hist. pol. Kopajgród) – osiedle typu miejskiego na Ukrainie w rejonie barskim obwodu winnickiego, położone historycznie na Podolu.

## Historia
W 1624 król Polski Zygmunt III Waza wydał Łukaszowi Kazimierzowi Maskowskiemu przywilej na budowę miasteczka Nowogród, a następnie obdarzył je prawem miejskim magdeburskim. Do 1635, w którym występuje już pod nazwą Kopajgród, zbudowano m.in. kościół i obwarowania. Utracony przez Polskę w II rozbiorze. W 1798 wzniesiono tu nowy kościół pw. Ducha Świętego, współcześnie będący siedzibą parafii katolickiej pw. Zesłania Ducha Świętego.
Pod zaborami siedziba gminy Kopajgród w powiecie mohylowskim guberni podolskiej.
W 1989 liczył 1927 mieszkańców, a w 2013 – 1318 mieszkańców.